# Koo Ja-sung
Koo Ja-sung (Hangul: 구자성), es un actor y modelo surcoreano.

## Biografía
Ja-sug ya cumplió su servicio militar obligatorio.

## Carrera
Es miembro de la agencia "PLK Entertainment".
En 2015 debutó como modelo.
El 9 de octubre del 2017 realizó su debut como actor cuando se unió al elenco principal de la serieweb The Blue Sea (더블루씨) donde interpretó a Seong Ki-soo, un teniente de la marina que también es profesor en el departamento de oficiales, hasta el final de la serie el 13 de octubre del mismo año.
En febrero del 2018 se unió al elenco recurrente de la serie Misty donde interpretó a Kwak Gi-seok, un reportero en "JBC".
Ese mismo año se anunció que se había unido al elenco principal de la serie Four Sons (también conocida como "Four Men") donde daría vida a Kim Min-ki, el asistente del director Kang Il Hoon (Park Hae-jin) del grupo "Moon Myung Group", sin embargo debido a problemas con el equipo de producción, la compañía y algunos retrasos en la agenda, las filmaciones fueron suspendidas y finalmente el drama fue cancelado.
Ha aparecido en sesiones fotográficas para "Harper’s Bazaar Korea" y ha modelado para Arena Homme Plus y GQ.
El 6 de mayo del 2019 se unió al elenco de la serie The Secret Life of My Secretary donde dio vida a Ki Dae-joo, el atractivo, dulce y amable mejor amigo de Do Min-ik (Kim Young-kwang), quien dirige a un departamento en "T&T Mobile Media", hasta el final de la serie el 25 de junio del mismo año. Originalmente el actor Moo Jin-sung interpretaría a Dae-joo, sin embargo tuvo que salir de la serie debido a problemas con la agenda.
El 8 de julio del 2020 se unió al elenco principal de la serie Did We Love? (previamente conocida como "Begin Again"), donde interpretó al maestro de educación física Oh Yeon-woo, hasta el final de la serie el 2 de septiembre del mismo año.
El 23 de febrero de 2022 se unió al elenco principal de la serie Sponsor donde da vida a Hyun Seung-hoon, un hombre que dedicó su vida al fútbol pero tuvo que renunciar debido a una lesión por lo que ahora se dedica a trabajar día y noche para asegurar la supervivencia de su familia.

## Filmografía

### Series de televisión
| Año  | Título                          | Personaje       | Notas                 | Notas         |
| ---- | ------------------------------- | --------------- | --------------------- | ------------- |
| 2017 | The Blue Sea                    | Seong Ki-soo    | 5 episodios           |               |
| 2018 | Misty                           | Kwak Gi-seok    |                       |               |
| 2019 | The Secret Life of My Secretary | Ki Dae-joo      | 16 episodios          | [ 15 ]        |
| 2020 | Did We Love?                    | Oh Yeon-woo     | 16 episodios          | [ 16 ]        |
| 2021 | Siren                           | -               | Drama Special, un ep. | [ 17 ]        |
| 2022 | Sponsor                         | Hyun Seung-hoon |                       | [ 18 ] [ 19 ] |
| 2023 | Queenmaker                      | Yoon Dong-joo   |                       |               |
| 2025 | Motel California                | Cha Seung-eon   |                       | [ 20 ]        |

### Películas
| Fecha | Título                     | Personaje                  | Notas |
| ----- | -------------------------- | -------------------------- | ----- |
| 2007  | Milky Way Liberation Front | Pasajero en el Subterráneo |       |

### Programas de variedades
| Fecha | Programa                | Notas                |
| ----- | ----------------------- | -------------------- |
| 2018  | Dunia: Into A New World | (ep. #2-9) - miembro |